# Archidiocèse de Malabo
L’archidiocèse de Malabo est l'unique archidiocèse de l'Église catholique romaine en Guinée équatoriale. Le pays est d'abord évangélisé par les jésuites, après que ceux-ci ont chassé les quelques missionnaires protestants qui les avaient précédés. Le 10 octobre 1855, le vicariat apostolique d'Annobon, Corisco et des îles Fernando Poo (Bioko) est érigé : son territoire est détaché du vicariat apostolique des deux Guinées et de Sénégambie. Le 12 mai 1902, il est renommé vicariat apostolique de Fernando Poo. Le 3 mai 1966, le vicariat devient diocèse de Santa Isabel. Le 14 avril 1974, le diocèse prend le nom de Malabo. Le 15 octobre 1982 (année de la visite de Jean-Paul II en Guinée équatoriale), il est promu archidiocèse.  
Les diocèses de Bata, d'Ebebiyin, d'Evinayong (es) et de Mongomo (es) sont suffragants de Malabo. Il relève de l'Association des Conférences épiscopales de l’Afrique centrale (ACEAC).

## Liste des évêques
- Pedro Coll Armengol, C.M.F. (1890-1918)
- Nicolás González y Pérez (de), C.M.F. (1918-1935), également évêque titulaire d'Ionopolis (de)
- Leoncio Fernández Galilea, C.M.F. (1935-1957)
- Francisco Gómez Marijuán, C.M.F. (1957-1974)
- Vicente Bernikon (1974-1976)
- Rafael María Nze Abuy (es) (1982-1991)
- Ildefonso Obama Obono (de) (1991-2015)
- Juan Nsue Edjang (2015- )